# Mesosemia adida
Mesosemia adida är en fjärilsart som beskrevs av William Chapman Hewitson 1869. Mesosemia adida ingår i släktet Mesosemia och familjen Riodinidae. Inga underarter finns listade i Catalogue of Life.

## Bildgalleri

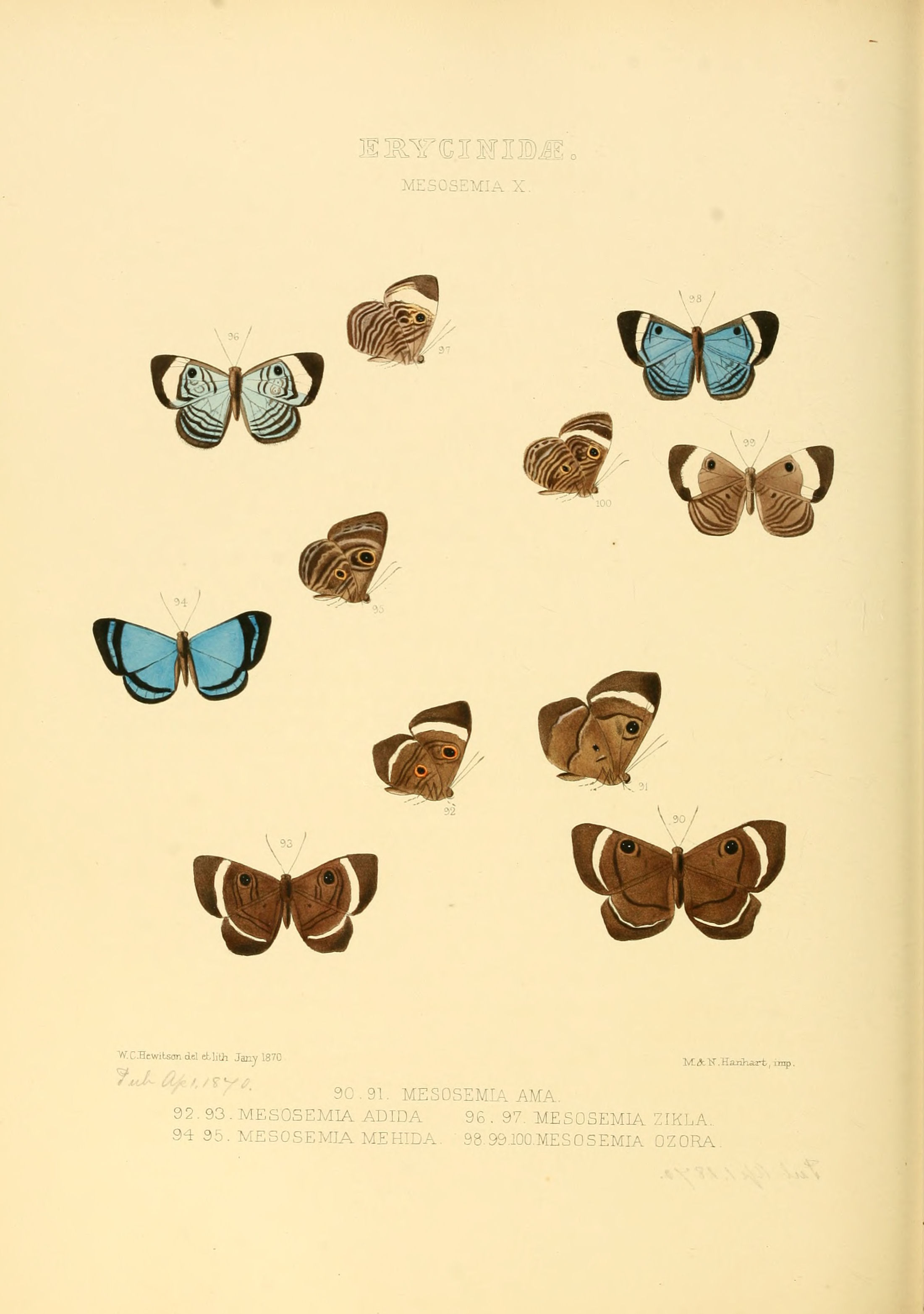